# Margarete Haagen
Pour les articles homonymes, voir Haagen.
Margarete Haagen (née le 29 novembre 1889 à Nuremberg, mort le 19 novembre 1966 à Munich) est une actrice allemande.

## Biographie
Margarete Haagen monte sur scène à 16 ans. Contre la volonté de ses parents, elle veut devenir comédienne. Elle commence au Staatstheater Nürnberg, où elle reste de nombreuses années, entrecoupées d'engagements au Schauspielhaus Bremen en 1913 et au Deutschen Theater de Łódź pendant la Première Guerre mondiale. Elle vient plus tard au Staatstheater Stuttgart et au théâtre radiophonique. En 1930, elle vient au Münchner Volkstheater. Elle y reste jusqu'en 1939 à Berlin, où elle obtient son premier rôle au cinéma. Après la Seconde Guerre mondiale, elle revient à Munich et joue au Volkstheater, au Kammerspiele, à la Kleine Komödie et au cabaret Die Schaubude.
Dans une centaine de films, Haagen incarne une dame âgée toujours de bonne humeur, aimable et drôle. Elle connaît ainsi un grand succès dans Ihr 106. Geburtstag et la trilogie Immenhof.

## Filmographie partielle
- 1940 : Das sündige Dorf
- 1941 : Ich klage an
- 1942 : Geliebte Welt
- 1943 : Kohlhiesels Töchter
- 1943 : Man rede mir nicht von Liebe
- 1944 : Die falsche Braut
- 1944 : Die Zaubergeige
- 1945 : Wo ist Herr Belling? d'Erich Engel
- 1945 : Sous les ponts
- 1945 : Dreimal Komödie
- 1947 : In jenen Tagen
- 1948 : Film sans titre (Film ohne Titel)
- 1948 : Le Péché originel
- 1949 : Mordprozess Dr. Jordan
- 1949 : Die letzte Nacht
- 1949 : Ich mach dich glücklich
- 1951 : Ma verte bruyère (Grün ist die Heide)
- 1951 : Das ewige Spiel
- 1951 : Professor Nachtfalter
- 1951 : Heidelberger Romanze
- 1952 : Bis wir uns wiederseh'n
- 1952 : Der Weibertausch
- 1952 : Wenn abends die Heide träumt
- 1952 : Tausend rote Rosen blühn
- 1952 : Zwei Menschen
- 1953 : Fanfaren der Ehe
- 1953 : Mit siebzehn beginnt das Leben
- 1953 : Der Klosterjäger
- 1953 : Rote Rosen, rote Lippen, roter Wein
- 1953 : Der Kaplan von San Lorenzo (en)
- 1953 : Journal d'une amoureuse
- 1954 : Feu d'artifice
- 1954 : Glückliche Reise
- 1954 : Die schöne Müllerin
- 1954 : Émile et les Détectives
- 1955 : Trois Hommes dans la neige
- 1955 : Der Himmel ist nie ausverkauft
- 1955 : Jeunes amours
- 1956 : Le Pantalon volé
- 1956 : Le Joyeux pèlerinage
- 1956 : Hochzeit auf Immenhof
- 1956 : Mon mari se marie aujourd'hui (Heute heiratet mein Mann)
- 1957 : La Reine Louise Königin Luise de Wolfgang Liebeneiner : comtesse Voss (Sophie Marie von Voß (de))
- 1957 : Kleiner Mann – ganz groß
- 1957 : Ferien auf Immenhof
- 1957 : Printemps au Zillertal (Die Zwillinge vom Zillertal)
- 1957 : Eva küßt nur Direktoren
- 1957 : Kein Auskommen mit dem Einkommen!
- 1957 : Das Glück liegt auf der Straße
- 1957 : Kindermädchen für Papa gesucht
- 1958 : Ihr 106. Geburtstag
- 1958 : Die Landärztin
- 1958 : Der schwarze Blitz
- 1959 : Hier bin ich – hier bleib ich
- 1959 : Mademoiselle Ange
- 1959 : Melodie und Rhythmus
- 1959 : Liebe auf krummen Beinen
- 1960 : Ein Student ging vorbei
- 1960 : Kriminaltango
- 1961 : Robert und Bertram
- 1962 : Bataille de polochons
- 1963 : Liebe will gelernt sein (de)
- 1965 : Heidi
- 1965 : Tante Frieda – Neue Lausbubengeschichten
- 1966 : Onkel Filser – Allerneueste Lausbubengeschichten

## Crédit d'auteurs
- (de) Cet article est partiellement ou en totalité issu de l’article de Wikipédia en allemand intitulé « Margarete Haagen » (voir la liste des auteurs).